# Euspira pulchella
Euspira pulchella är en snäckart som först beskrevs av Risso 1826.  Euspira pulchella ingår i släktet Euspira och familjen borrsnäckor. Inga underarter finns listade i Catalogue of Life.

## Bildgalleri

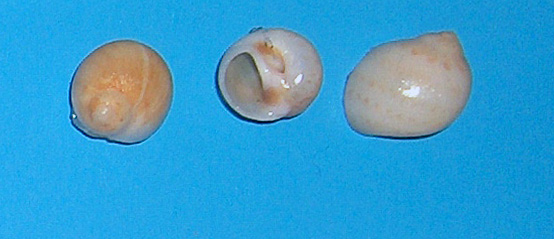